# Pavilhão do Relógio
O Pavillon de l'Horloge (em português: "Pavilhão do Relógio"), também conhecido como Pavillon Sully, é um pavilhão no centro da ala oeste do Cour Carrée do Palácio do Louvre, em Paris. Desde o final do século XIX, o nome Pavillon de l'Horloge tem sido geralmente aplicado à face leste do edifício, que data do século XVII, e o nome Pavillon Suly à sua face oeste, que foi redecorada na década de 1850 como parte da extensão do Louvre de Napoleão III.
O pavilhão foi construído ao norte da antiga Ala Lescot entre 1624 e cerca de 1645. O edifício e seu icônico telhado de cúpula quadrada foram projetados pelo arquiteto Jacques Lemercier, que foi selecionado numa competição em 1624. No início do  século XIX, um relógio (francês: horloge) foi colocado no sótão, dando ao pavilhão o seu nome atual.

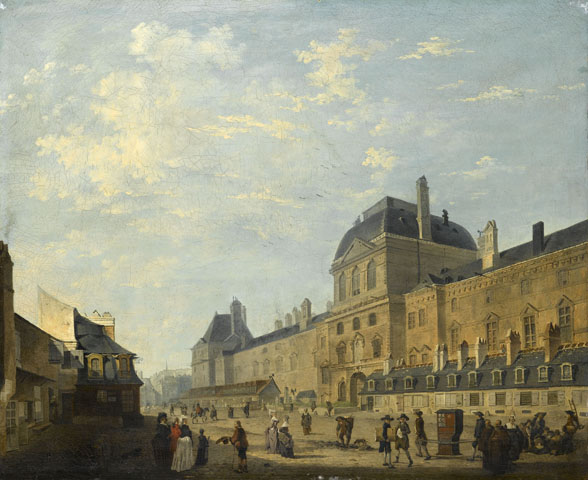
A fachada ocidental de Lemercier vista da rua Fromenteau, final do século XVIII
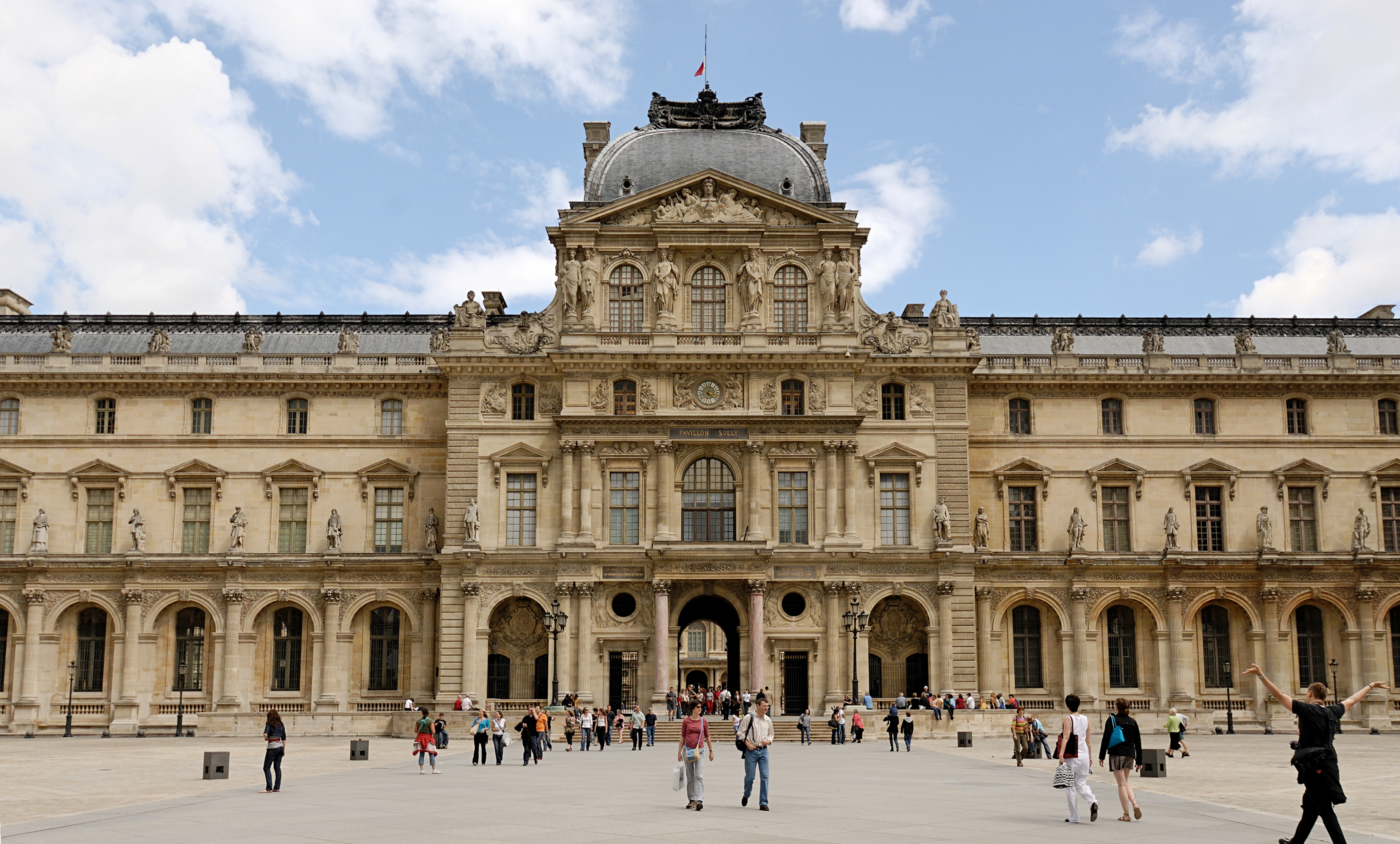
A fachada ocidental do Pavilhão Sully, projetada por Hector Lefuel